# Suanmeitang
Suanmeitang, literalmente bebida de ameixa azeda, é uma bebida tradicional chinesa feita a partir de ameixas secas e/ou defumadas, cristais de açúcar e outros ingredientes, como osmanthus fragrante. Devido ao uso das ameixas azedas em sua produção, suanmeitang é levemente salgado, além de ser adocicado e relativamente azedo.

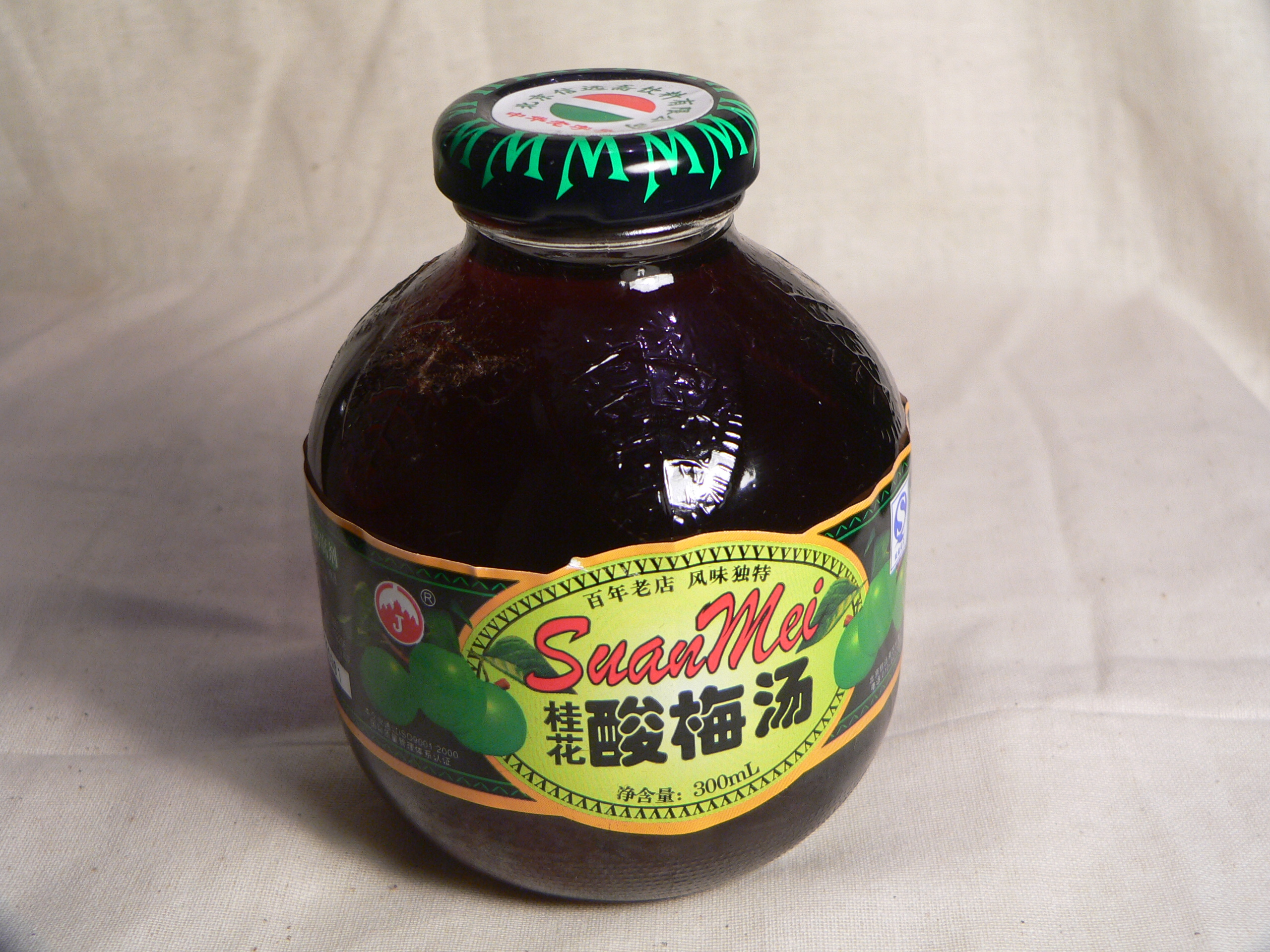
Garrafa de suanmeitang

Suanmeitang está disponível comercialmente na República Popular da China e em outras partes do mundo com grandes comunidades chinesas. Muitas vezes, é bebido gelado durante o verão como forma de aliviar o calor, e é uma das bebidas mais popularmente consumidas durante a estação no país. Além de ser considerado uma forma eficaz de se refrescar, acredita-se que a bebida tenha benefícios à saúde, como melhorar o processo de digestão e possivelmente impedir o acúmulo deÁcido lático no corpo; os chineses acreditam que o suanmeitang ajuda a abrir o apetite, melhorar enjoo, cinetose, e também funciona como um remédio natural contra a tosse.
A bebida, por ser feita com base em ameixas, é rica em antioxidantes.

## História
Suanmeitang existe, de diversas formas, há mais de um milênio, pelo menos desde a Dinastia Sung (960–1279 D.C.)
 Estipula-se que a receita utilizada hoje foi desenvolvida a pedido do Imperador Qianlong da Dinastia Qing, durante o século XVIII; no primeiro momento, a  bebida se tornou popular nas cortes imperiais, e posteriormente se espalhou entre as pessoas comuns, quando um cidadão de Hebei criou a marca Xinyuanzhai (信远斋) da bebida. Na década de 1980, as empresas começaram a usar métodos industriais e tecnologia para produzir em massa suanmeitang.

## Ingredientes e produção
Suanmeitang é feito primeiramente por uma imersão de ameixas azedas em água. Então, se adiciona Crataegus pinnatifida (fruto típico da China), raiz de alcaçuz  e osmanthus doce, e ferve-se os ingredientes juntos. Flores de rosa, cravo-da-índia e casca de tangerina também podem ser adicionados à mistura. Após a mistura ferver, se adiciona açúcar cristalizado ao resíduo restante da mistura das frutas com as plantas; então, ferve-se o líquido todo novamente, e depois da bebida alcançar a temperatura ambiente, ela é refrigerada.